# Народно позориште Кикинда
Народно позориште Кикинда основано је 2. децембра 1950. године као Градско позориште. Статус професионалног позоришта добило је 1992. године. Налази се у самом центру Кикинде, на градском тргу.

## Историјат
До 1834. године у Кикинди су могле да се виде само представе гостујућих глумачких трупа. Прва од њих била је на немачком језику и изведена је 1796. године. Прва позоришна представа на српском језику, изведена је 1824. године, такође од стране једне путујуће групе. 1834. године, забележено је да је група кикиндских омладинаца и студената припемила и извела представу Светислав и Милева, Јована Стерије Поповића. Представа је одржана у гостиони „Код златног плуга”, која се налазила у данашњој Доситејевој улици. Убрзо су формиране прве сталне позоришне дружине у граду и од тада представе су се изводиле у континуитету. Ипак, требало је да прође више од века, да позориште добије свој сталан статус. 1950. године основано је Градско позориште. 1992. године, по одлуци Скупштине општине Кикинда, позориште је добило статус професионалног позоришта.
Позориште је неколико пута мењало назив. Основано као Градско позориште, три године касније судећи по плакатима, преименовано је у Градско аматерско позориште, а од априла 1956. године, пун назив позоришта је Народно аматерско позориште. Данашњи назив, Народно позориште Кикинда, добило је 27.јуна 1991. године.
1950-те
Јуна месеца 1950. године, Извршни одбор Народног одбора града Кикинде донео је Решење о образовању „Управе Градског позоришта са задатком предузимања свих потребних мера и радњи за што брже отварање Градског позоришта”. Одређен је хонорар за секретара позоришта и одобрено је плаћање хонорарног редитеља. На место првог управника позоришта именован је Војислав Крстоношић, а за првог редитеља изабран је Сава Павловић. Управа је имала задатак и да нађе одговарајуће просторије. Разматрали су две могућности - зграду Синагоге и салу хотела Национал. Определили су се за салу хотела Национал, која је захтевала мање улагања. Велики део посла, попут израде нагиба сале, шивења завеса и другог, одрађен је добровољним радом.
Иако су припреме почеле доста раније, као званичан почетак рада позоришта означава се 2. децембар. На овај датум 1950. године изведена прва представа за грађанство. Била је то Коштана Борисава Станковића. Режију за ову представу урадио је Сава Павловић. Исте године урађена је још једна представа, „Ватра и пепео” Мире Пуц. Режију је урадио Војислав Крстоношић. У првој позоришној сезони, урађено је 8  премијера и одржано 45 представа.
У шестој сезони позоришта (1955/56) представа Кир Јања Јована Стерије Поповића, у режији Саве Комненовића, учествовала је на Покрајинском фестивалу културно-просветних друштава. По одлуци жирија, овај комад био је упућен на Фестивал аматерских позоришта Југославије у Тузли, где је био проглашен најбољом представом и добио две глумачке награде. Овај комад доживео је 34 извођења, што је за ондашње прилике и аматерско позориште био велики успех.
Средином педесетих година, позоришту се припаја и Аматерско позориште „Арањи Јанош”.
У сезони 1958/59. решено је питање гардеробе и просторије за реквизите. Уређен је и Позоришни клуб.
Мала сцена заживела је 1959. године. Од 9 премијера које су биле у сезони 1959/60, две су биле на малој сцени.
Током педестих година, просечан број гледалаца по представи је био између 300 и 400.
1960-те
Прва сачувана Правила Позоришта донета су на Скупштини 17. јануара 1960. године. Према њему, Народно аматерско позориште у Кикинди је друштво за неговање позоришне уметности. Као такво, имало је активне, помажуће и почасне чланове. Органи Позоришта били су Скупштина, Управни и Контролни одбор. Такође је постојао и Уметнички савет, саветодавни орган којег је бирала Скупштина. Први правлиник о систематизацији радних места донесен је фебруара 1960 године. Било је предвиђено да позориште има стално запослене - чистачицу, домара и економа.
Јуна месеца, 1960. године, одржан је први Сусрет аматерских позоришних друштава Војводине (АПДВ).
Почетком шездесетих просечан број гледалаца по представи, смањио се на испод 200. Сала, адаптирана почетком педесетих није више задовољавала услове за рад, па се почело размишљати о побољшању услова за рад у позоришту и изналажењу средстава за постављање паркета, замену завесе, мењање столица, замену електроинсталација. Грејање је у то време било на чврсто гориво.
Драган Јовић, редитељ са завршеном Казалишном академијом у Загребу, долази у Градско аматерско позориште 1964. године. Ово је почетак дугогодишње сарадње кикиндског позоришта са овим редитељем.
Највиши акт, Статут позоришта, донесен је 1965. године. 
1970-те
Представа Па извол'те у Сакуле постављена је на сцену кикиндског позоришта у сезони 1971/72. Ова представа се, са 5 сезона прекида, задржала на репертоару све до краја деведесетих година. Управника у сталном радном односу, позориште је добило 1974. године и бројало је тада петоро стално запослених (управник, редитељ, столар, економ и спремачица). Реконструкција зграде Позоришта почела је 1978. године. Реконструисана је глумачка гардероба, направљен је санитарни чвор поред гардеробе, промењен је цреп на крову сале. Реконструкција је настављена 1979. године, када су извршени радови на сцени и у сали. Крај ове деценије обележио је одлазак редитеља Драгана Јовића и одлука да се уведу позоришни дани. Одређено је да то буду уторак и субота.
1980-те
Позориште је почело да сарађује са редитељем из Београда, Велимиром Митровићем, а убрзо и са Љубосавом Мајером. Новак Билбија добио је стално запослење као глумац кикиндског позоришта, али на том месту остаје само две позоришне сезоне. Током ове деценије, Позориште је два пута наступало на Балканијади аматерских позоришта у Коринту.
Поводом 150 година од одржавања прве представе на српском језику у Кикинди од стране домаћег ансамбла, 1984. године је на кући у којој се налазила гостиона „Код златног плуга”, постављена меморијална плоча, рад академског вајара Небојше Митића.
1990-те
У оквиру обележавања јубилеја 40 година од оснивања Позоришта, отворена је изложба о четири деценије рада Позоришта у Народном музеју Кикинда. Телевизија Београд снимила је и приказала емисију о кикиндском позоришту под називом „Па извол'те у Кикинду”. 
Прекретница за Позориште била је седница Скупштине позоришта, одржана 27. јуна 1991. године, када је донесена одлука да се реч аматерско избаци из назива, те је тада позориште понело назив Народно позориште Кикинда. Скупштина општине Кикинда донела је 24. септембра 1992. године одлуку о оснивању Народног позоришта, тако да је Позориште од тада и формално постало професионално. 
Дугогодишњи проблем са просторијама за одлагање костима, сценографије и другим помоћним просторијама решен је 1992. године, када су издвојена средства из месног самодоприноса за изградњу помоћне зграде.

## Позориште данас
Ансамбл кикиндског позоришта броји 13 сталних чланова. Репертоар кикиндског позоришта је разноврстан. Кикиндски ансамбл се током деценија опробао и у класичној и у савременој драми, као и у комедијама, трагедијама, мјузиклима, представама из народног живота и у представама за децу. Представе са најдужим стажом и највећим бројем извођења су Па извол'те у Сакуле, Црвенкапа и збуњени вук, Прељубници, Настојник, Славуј и кинески цар. Представе се играју на великој, а од 1959. године и на малој сцени.
До октобра 2019. године, Народно позориште Кикинда премијерно је приказало 337 представа.

## Зграда позоришта
Зграда у којој се налази Кикиндско народно позориште саграђена је 1893. године. Некада се у овој згради налазио ресторан Национал. Зграда је део просторно културно-историјске целине Кикинде, односно Градског језгра Кикинде. Реконструкције су извођене 1978, 1992, 1993, 2003. 
У згради се налази једна сала, тип гледалишта је партер са галеријом, а капацитет гледалишта 314 (366 са помоћним седиштима). Децембра месеца, 2019. године, Позориште је добило нов фоаје.